# IAAF Race Walking A Coruña 2012
IAAF Race Walking A Coruña 2012 – zawody lekkoatletyczne w chodzie sportowym, które odbyły się 9 czerwca w hiszpańskim mieście A Coruña.
Impreza zaliczana była do cyklu IAAF Race Walking Challenge w sezonie 2012.

## Rezultaty

### Mężczyźni
| Konkurencja:  | 1. miejsce | Rezultat | 2. miejsce         | Rezultat | 3. miejsce | Rezultat |
| Chód na 20 km | Li Jianbo  | 1:20:55  | Miguel Ángel López | 1:20:59  | Yu Wei     | 1:21:04  |

### Kobiety
| Konkurencja:  | 1. miejsce | Rezultat | 2. miejsce      | Rezultat | 3. miejsce  | Rezultat |
| Chód na 20 km | Liu Hong   | 1:27:32  | Beatriz Pascual | 1:29:53  | María Vasco | 1:30:05  |